# Pterocerina psidii
Pterocerina psidii är en tvåvingeart som beskrevs av Capoor 1954. Pterocerina psidii ingår i släktet Pterocerina och familjen fläckflugor. Inga underarter finns listade i Catalogue of Life.